# Stanhopea oculata
Stanhopea oculata là một loài lan có mặt từ México to Colombia and đông nam Brasil.

## Hình ảnh

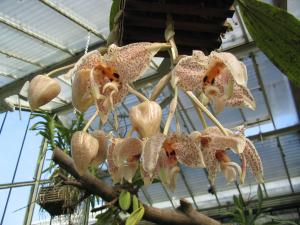
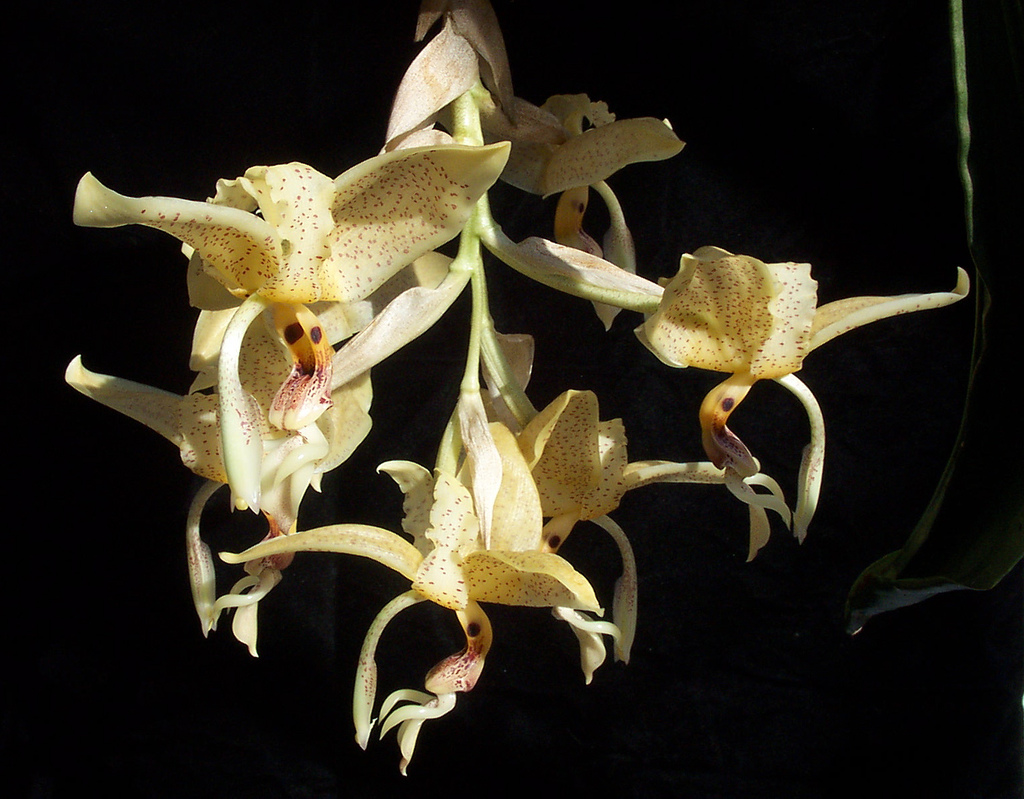
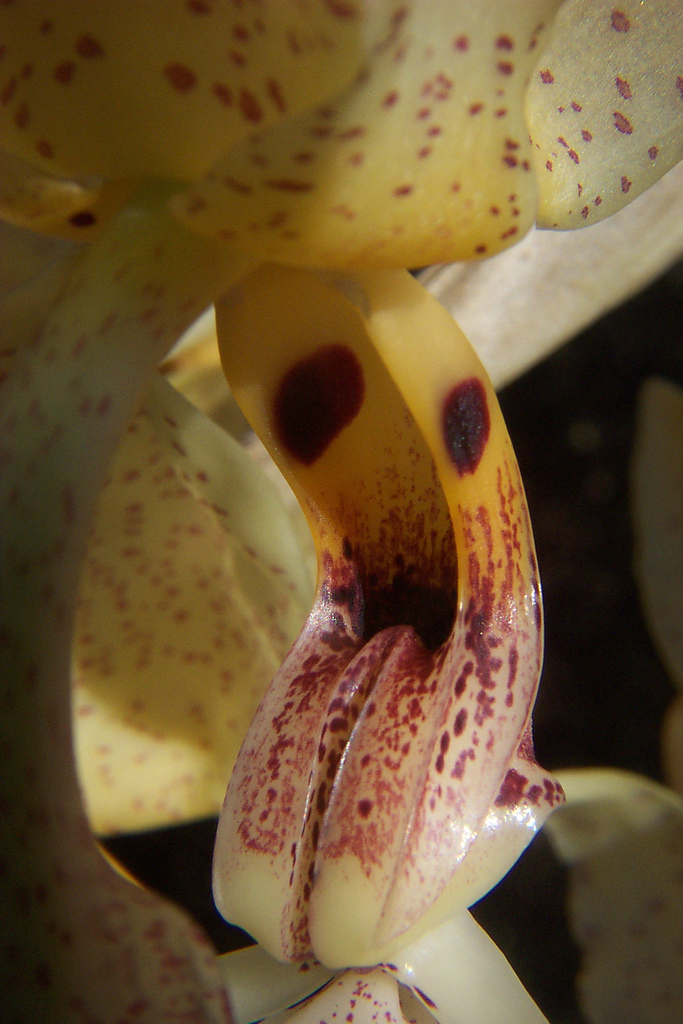
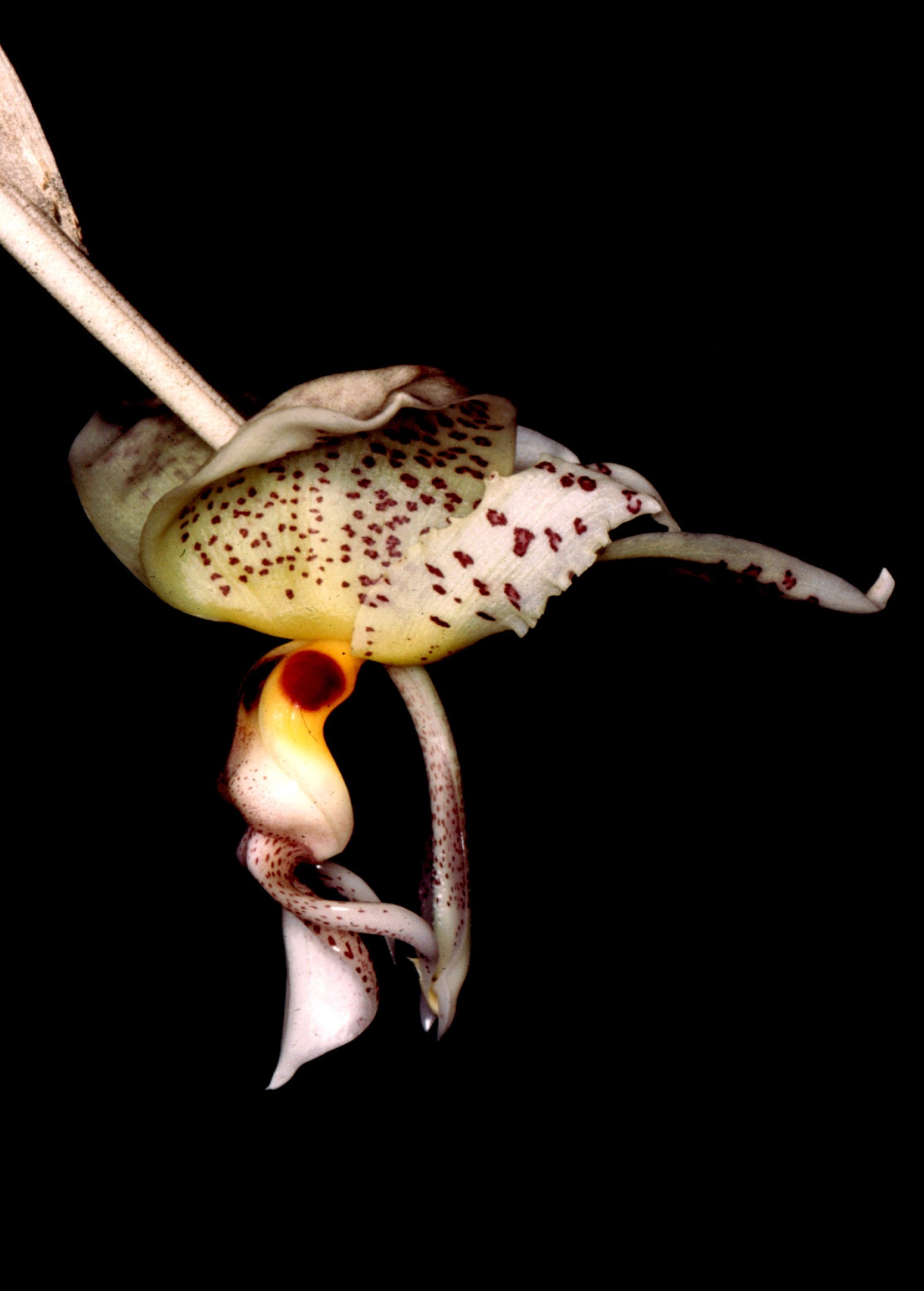